# Fritz Waller
Friedrich Waller –conocido como Fritz Waller– (18 de marzo de 1920-15 de febrero de 2004) fue un deportista suizo que compitió en bobsleigh en las modalidades doble y cuádruple.
Participó en los Juegos Olímpicos de Sankt Moritz 1948, obteniendo una medalla de oro en la prueba doble. Ganó cuatro medallas en el Campeonato Mundial de Bobsleigh, en los años 1947 y 1949.

## Palmarés internacional
| Juegos Olímpicos   | Juegos Olímpicos             | Juegos Olímpicos  | Juegos Olímpicos |
| Año                | Lugar                        | Medalla           | Prueba           |
| ------------------ | ---------------------------- | ----------------- | ---------------- |
| 1948               | Sankt Moritz (Suiza)         | Medalla de oro    | Doble            |
| Campeonato Mundial |                              |                   |                  |
| Año                | Lugar                        | Medalla           | Prueba           |
| 1947               | Sankt Moritz (Suiza)         | Medalla de oro    | Cuádruple        |
| 1947               | Sankt Moritz (Suiza)         | Medalla de plata  | Doble            |
| 1949               | Lake Placid (Estados Unidos) | Medalla de oro    | Doble            |
| 1949               | Lake Placid (Estados Unidos) | Medalla de bronce | Cuádruple        |